# Acatinga
Acatinga is een kevergeslacht uit de familie van de boktorren (Cerambycidae). De wetenschappelijke naam van het geslacht werd voor het eerst geldig gepubliceerd in 2010 door Santos-Silva, Martins & Clarke.

## Soorten
Acatinga omvat de volgende soorten:
- Acatinga boucheri (Tavakilian & Peñaherrera, 2005)
- Acatinga gallardi (Peñaherrera & Tavakilian, 2004)
- Acatinga maia (Newman, 1841)
- Acatinga quinquemaculata (Zajciw, 1966)